# BSC Erlangen
Der Büchenbacher Sport-Club Erlangen e. V., kurz BSC Erlangen, ist ein Sportverein aus der mittelfränkischen Stadt Erlangen mit Abteilungen für Fußball, Tennis, Ultimate Frisbee und Kegeln. Beheimatet ist der Verein im Stadtteil Büchenbach.

## Geschichte
Der Sportclub Büchenbach entstand bereits im Jahr 1919, ein genaues Datum ist nicht bekannt. Dann nach dem Zweiten Weltkrieg am 2. Dezember 1945, trafen sich die Vertreter der drei Büchenbacher Vereine Sportclub Büchenbach, Männergesangsverein Büchenbach und Radfahrverein „Solidarität“, um die Sportvereinigung Erlangen-Büchenbach, kurz SpVgg Büchenbach, zu gründen.

Altes Logo der SpVgg Büchenbach

Überregional bekannt wurde der Verein durch seine Fußballabteilung: Der ersten Herrenmannschaft gelang zur Saison 1957/58 der Aufstieg in die damals drittklassige Amateurliga Nordbayern. Dieser Liga gehörte die damalige SpVgg bis 1979 für insgesamt 22 Spielzeiten an. Den größten Erfolg erlebten die Büchenbacher dabei in der Spielzeit 1961/62, als die SpVgg Meister der Amateurliga Nordbayern wurden. Den Aufstieg in die zweite Liga verpassten die Büchenbacher nur knapp in den Entscheidungsspielen gegen Südmeister ESV Ingolstadt-Ringsee: das Gastspiel in Ingolstadt ging 0:1 verloren, daheim vor 8.000 Zuschauern kam die SpVgg dann nicht über ein 1:1 hinaus.
Zum damaligen Team gehörte auch der spätere Bundesligaspieler Klaus Slatina, der nach dem verpassten Aufstieg direkt zum Endspielkonkurrent aus Ingolstadt wechselte. Nach dem verpassten Aufstieg musste sich die SpVgg erst einmal in der ab 1963 wieder eingleisigen Bayernliga halten. Dies gelang mit den Plätzen 13 und 14 in den ersten zwei Jahren nur knapp, von 1965/66 als 6. bis 1970/71 als 7. stand die SpVgg dann zum Saisonende immer auf einem einstelligen Platz. Unter dem ehemaligen Nationalspieler und Weltmeister Herbert Erhardt als Trainer gelang 1969/70 sogar der dritte Platz. Trotz weiterer prominenter Trainer wie Franz Brungs, Stefan Reisch und Josef Zenger konnte der Abstieg aus der Bayernliga jedoch schließlich nicht verhindert werden. Ausgerechnet unter Klaus Slatina als Trainer wurde er dann im Mai 1979 besiegelt.
Auch in der Landesliga Mitte blieb die BSC dem Hang zu prominenten Trainern treu. Die ehemaligen Dortmunder Nationalspieler Aki Schmidt und Lothar Emmerich trainierten hier ebenso wie wieder einmal Franz Brungs sowie die anderen ehemaligen Nürnberger Profis Gustav Flachenecker und Bernhard Hartmann. Trotzdem stand 1986 der Abstieg in die Bezirksliga an. Dort ging es mit ehemaligen Spielern des 1. FC Nürnberg als Trainer weiter. Doch während Dieter Schabacker ebenso ohne Erfolg blieb, gelang der BSC unter Dieter Nüssing, der wegen seiner rauen Umgangsart „nicht den Erwartungen einer universitär gebildeten Stadt“ entsprach, 1991 die Rückkehr in die Landesliga. Dort feierte die BSC 1992/93 sogar die Vizemeisterschaft. 2000 folgte dann der erneute Abstieg, nachdem kurz zuvor nur knapp der Konkurs abgewendet werden konnte. Im Jahr 2014 musste der BSC Erlangen wieder ganz unten in der B-Klasse anfangen, weil der Verein ein Jahr zuvor seine Mannschaft in der Kreisliga aus Spielermangel abmelden musste. Nach einem Jahr gelang aber der Aufstieg in die A-Klasse. In der Saison 2018/2019 kehrte die Mannschaft pünktlich zum hundertjährigen Vereinsjubiläum in die Kreisklasse zurück.
Während der Landesligazeit hatte der Vereinsvorstand sich auch dazu entschlossen, den Verein umzubenennen und im Vereinsnamen einen direkten Bezug zur Stadt Erlangen herzustellen. Man versprach sich davon eine bessere Förderung durch die Stadt. Gegen den heftigen Widerstand eines Teils der Mitglieder wurde die Umbenennung aber beschlossen. Seit dem 7. Mai 1981 heißt der Verein nun BSC Erlangen.

## DFB-Pokal
Für die Hauptrunde des DFB-Pokals konnte sich der BSC Erlangen einmal qualifizieren. In der Saison 1988/89 schieden die Büchenbacher aber in der 1. Hauptrunde mit einem 0:5 gegen den damaligen UEFA-Pokal-Sieger Bayer 04 Leverkusen aus.

## Bekannte ehemalige Trainer
- Herbert Erhardt (1969–1972), ehemaliger Nationalspieler
- Klaus Slatina (1972–1975, 1978/79), ehemaliger Bundesligaspieler
- Franz Brungs (1975–1977), ehemaliger Bundesligaspieler und Zweitligatrainer
- Stefan Reisch (1977), ehemaliger Nationalspieler
- Josef Zenger (1977/78), ehemaliger Bundesligaspieler und deutscher Meister
- Aki Schmidt (1979/80), ehemaliger Nationalspieler
- Lothar Emmerich (1980/81), ehemaliger Nationalspieler
- Bernhard Hartmann (1985/86), ehemaliger Zweitligaspieler
- Dietmar Schabacker (1986–1988), ehemaliger Bundesligaspieler
- Dieter Nüssing (1990–1993), ehemaliger Bundesligaspieler